# Jehol
Jehol o Rehe (xinès simplificat: 热河省; xinès tradicional: 熱河省; pinyin: Rèhé shěng; literalment 'Riu Calent'), fou una antiga província xinesa formada per part de les actuals províncies de Hebei, Shanxi i la regió de Mongòlia Interior, al nord-est de la República Popular de la Xina. La capital fou Chengde. Fou l'entrada tradicional a Mongòlia i fou dominada pels pobles de les estepes com els xiongnu o els khitan.

## Història
Rehe fou una vegada al nucli de la dinastia Liao liderada pels khitan. Rehe va ser conquerit per les banderes dels Manxús abans que prenguessin possessió de Pequín el 1644. Entre 1703 i 1820 els emperadors Qing van passar gairebé cada estiu a la seva residència de Bishu Shanzhuang a Chengde. Van governar l'imperi des de Chengde, i hi van rebre diplomàtics estrangers i representants dels països vassalls i tributaris. L'emperador Kangxi va restringir l'entrada als boscos i praderies de Rehe a les expedicions de caça de la cort i per al manteniment de la cavalleria imperial. Els assentaments agrícoles van ser prohibits als xinesos Han. A principis del segle xix, moment en el qual Rehe s'havia convertit en part de la província de Zhili, els migrants de Hebei i Liaoning es van establir a Rehe i van reemplaçar les comunitats mongoles.

## República de la Xina front a l'imperi Japonès
La República de la Xina va crear la Zona Especial de Rehe (熱河特別 區) el 1914, i la província de Jehol el 1923 per formar una zona coixí entre la pròpia Xina i el Manxukuo controlat pels japonesos
Amb la República de la Xina era el nom de la província xinesa al nord de la Gran Muralla, a l'oest de Manxúria i a l'est de Mongòlia. Fou ocupada pels japonesos després de l'anomenat incident de Mukden, en l'anomenada operació Nekka, que va començar el 21 de gener de 1933, després de la qual la província va ser annexada posteriorment per Manxukuo com l'anto (província) de Rehe. L'annexió de Jehol va enverinar les relacions entre el Japó i la Xina, i va ser un dels incidents que van conduir a la Segona Guerra Sino-Japonesa.
La segona guerra mundial va permetre'n l'annexió de Rehe-Jehol a la Xina (1945). Va romandre com a província xinesa entre 1945 i 1955, any durant el qual el govern de la República de la Xina dividí la zona compresa entre les províncies de Hebei, Liaoning, la municipalitat de Tianjin i la regió autònoma de Mongòlia Interior.

## Administració
Rehe es trobava al nord de la Gran Muralla, a l'oest de Manxúria i l'est de Mongòlia. La capital de Rehe va ser la ciutat de Xengde. La segona ciutat més gran de la província va ser de Xaoyang, seguida de Xifeng. La província cobria una àrea de 114.000 quilòmetres quadrats.